# Näver

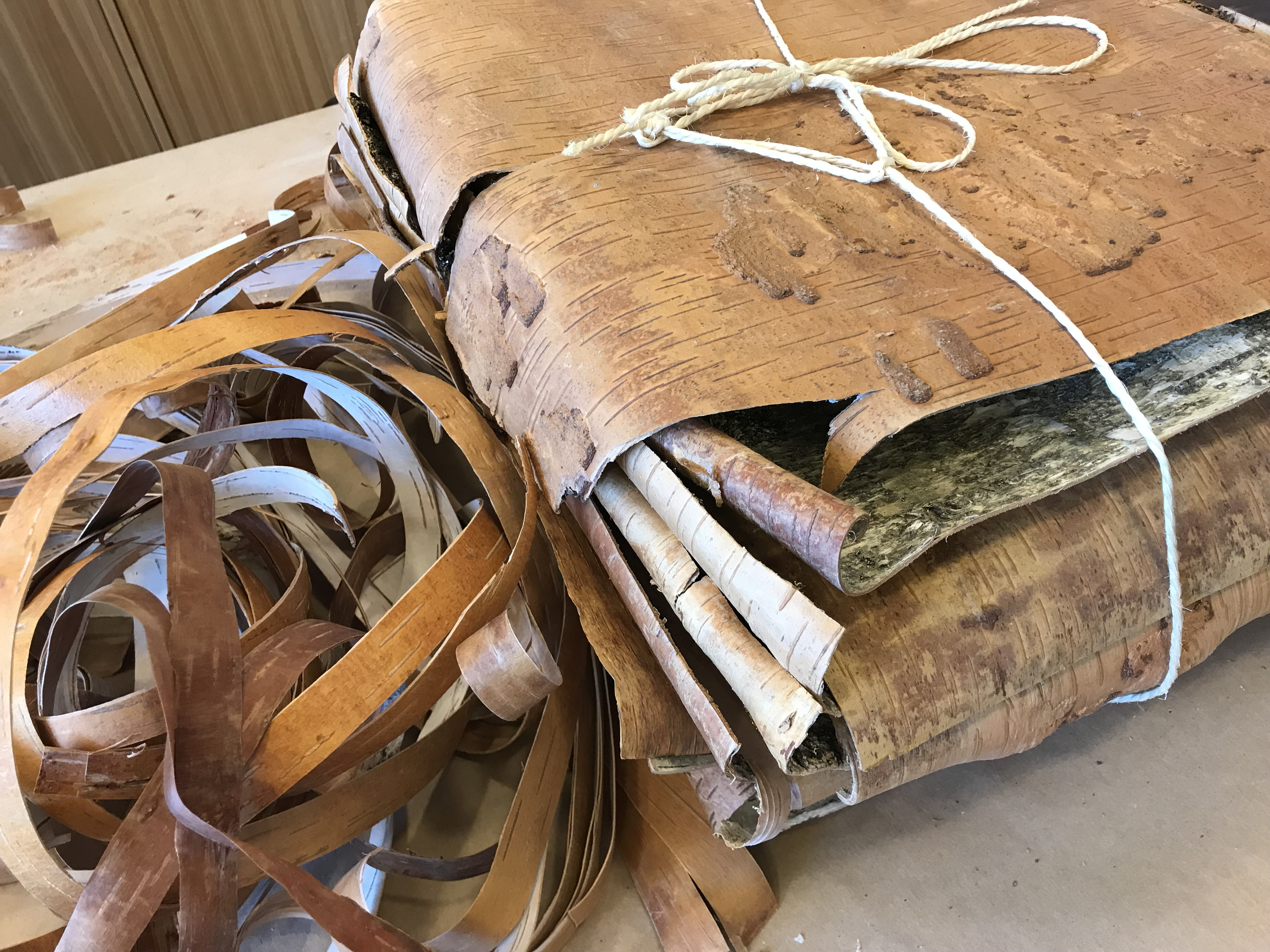
Björknäver

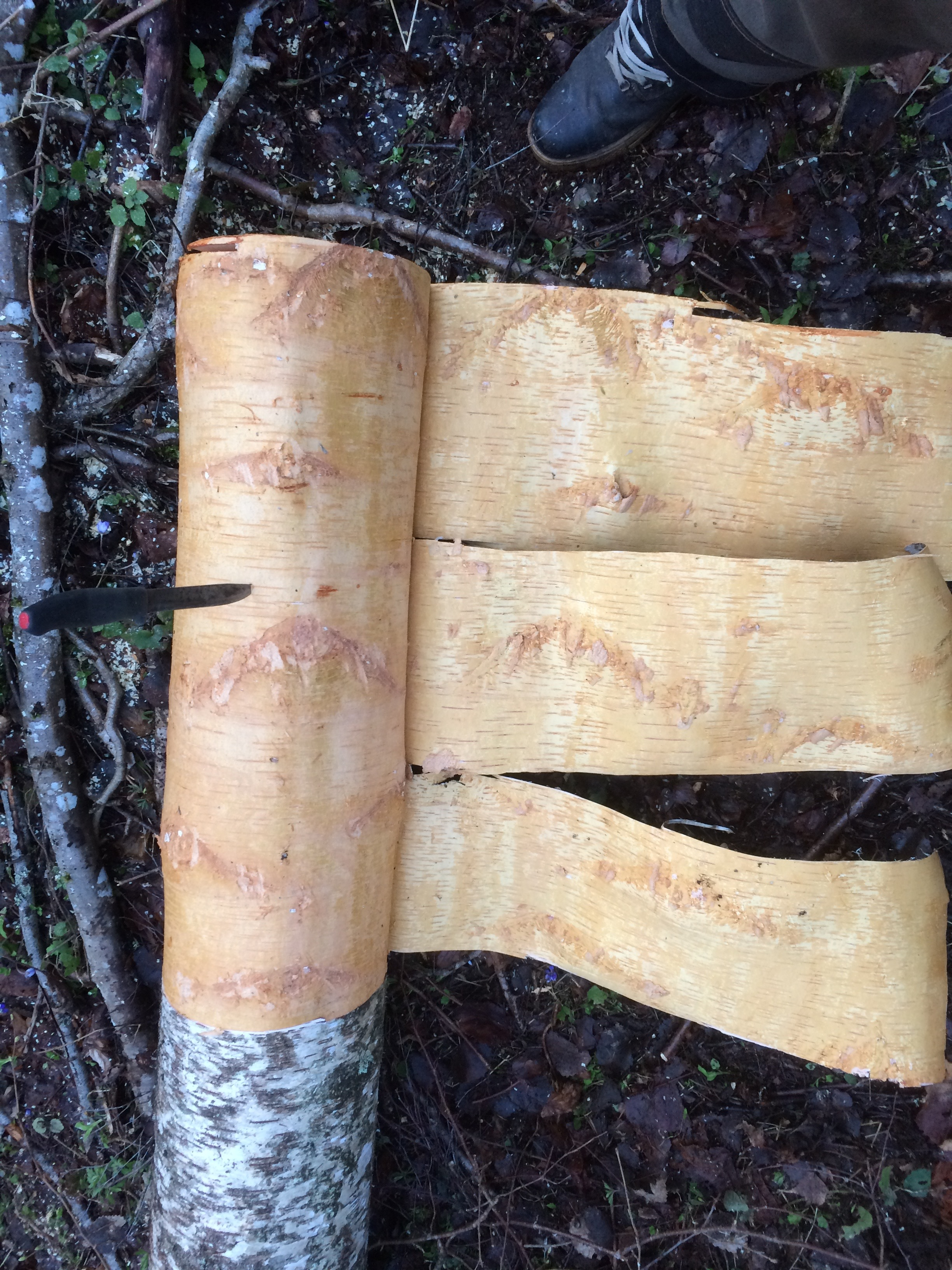
Näver

Näver är ett material bestående av det yttre lagret bark från arter i björksläktet. Nävern är alltså trädets skydd mot omgivningen. Den bildas ur ett sammanhängande korkkambium och består av omväxlande lager av vita och gula korkceller som är luftfyllda. I nävern finns smala bruna eller svarta streck, så kallade lenticeller. Det är barkporer som fungerar som "fönster" och sörjer för gasutbytet mellan stammens inre och luften under sommaren. Under vintern är dessa "fönster" stängda.

## Näverns egenskaper
Näver har en bred användning som material för många olika ändamål. Näver är smidig, isolerar mot väta och kyla, beständig mot röta, stark och formbar. Det korkliknande materialet består av ett stort antal tunna skikt som byggs på med ett för varje år. Skikten har mycket vax inlagrat i cellväggarna vilket förklarar varför nävern är tät mot vatten och gaser.
Däremot åldras nävern fort när den utsätts för solljus. Solsken gör nävern skör och får den att spricka på bara några år, precis som näver på döda björkar. Den tål heller inte kyla, utan börjar bli spröd redan vid fem plusgrader. Vid minusgrader behövs ingen kniv för att dela näven, den går att bryta rakt av.
Näver kallas ibland för naturen eget kompositmaterial: Veden klyvs på längden, men nävern rivs på bredden. Så blir björken starkare. När det antänds alstras en stark hetta som snabbt sätter fart på lägerelden. Om nävern å andra sidan viks och fylls med vatten kan den läggas på lägereldens glöd utan att antändas. Då fungerar den som kastrull och kaffepanna.
Denna dubbla egenskap hos nävern – ett av de allra bästa tändmaterialen och samtidigt ett regnsäkert och eldfast naturmaterial.
Förklaringen till att näver fungerar så bra att tända eld med ligger i den porösa strukturen. Det finns gott om relativt stora porer, där luftens syre kan tränga in och underhålla elden. Kemiskt och även fysiologiskt är näver besläktad med kork. Båda materialen är i förhållande till vanligt trä rika på hydrofoba ämnen. Exempel på sådana ämnen är terpener och hartser. Detta förklarar varför näver tål regn.
Rå färsk näver är fuktig rakt igenom. När den torkar kan den inte bli blöt inuti igen. En näverbit som legat i regnet kan därför vara tändmaterial utan att ha torkat upp först.
Molekylerna i näver innehåller fler kolvätebindningar än vanligt trä. Detta ger betydligt högre bränslevärde. Av all bark ligger vätevärdet allra högst hos björknäver, med drygt 9 procent. Schablonvärdet för skogsbränslets vätehalt är 6 procent.
Vidare är fukthalten i näver låg. Medan bark innehåller mellan 35 och 65 procent vatten, innehåller nytagen näver endast 15 – 20 procent. Det är inte mer än i björkved som torkat färdigt.

## Näverns många användningsområden
Näver har historiskt sett haft många olika användningar: tak- och golvtäckning, båtbyggen, ryggsäckar, tändmedel, fiskeredskap, förpackningsmaterial, bandage, konst, betalningsmedel och skrivmaterial.
Redan för femtusen år sedan finns dokumenterad användning av näver. Den så kallade Ismannen, som hittades i Alperna på 1990-talet hade flera näverburkar i sin ägo, liksom pilar limmade med nävertjära. Egtvedflickan, som är ett av de bäst bevarade nordiska fynden från bronsåldern (cirka 1380 f. Kr.) , var också omgiven med näverföremål på sin viloplats i gravhögen.
Nävern används numera framför allt som slöjdmaterial till näverslöjd, då föremål som korgar och julgransprydnader tillverkas. En ryggsäck av näver kallas kont. Näver används även till det gamla fäbodsinstrumentet näverlur och till att täcka tak, alltid som ett lager under andra takmaterial.
I norra Norrland är keramik mycket ovanligt som arkeologiskt fynd. En teori är att man gjorde sina kokkärl i näver, men det saknas fynd som kan bekräfta detta. Däremot finns flera fynd från stenåldern där människor svepts i näver vid begravningen.
Det gick också att tvinna rep av nävern, rep som blev starka och dessutom flöt på vattnet, vilket gjorde dem särskilt användbara vid notfiske. Nävern kunde också komma till användning vid sko- och klädtillverkning och vid långa vandringar kunde nävern svepas runt fötterna som skydd. Det fanns rentav ett längdmått, näver-skomil, som utgjorde den sträcka man kunde gå innan skonävret var utslitet. Näverskomilen var 10–20 kilometer lång.
Nytagen näver är ren och har därför använts till förvaring, inte bara i tillverkade burkar och kärl utan också som täckning, till exempel av fisk som lagts i saltlake.

### Historiskt byggmaterial
Processen att flänga eller täkta näver är av mycket gammalt datum i Norden. Arkeologiska fynd visar att näver användes som taktäckning för mer än 5 000 år sedan. Sammanstörtade byggnader har begravts nere i mullagren, och nävern som hade använts i husen har förblivit tämligen opåverkad. Olika kvaliteter av björknäver var tillsammans med trätjära fram till 1600-talet bland de största exportprodukterna från Norden. Det fanns tydliga regler för hur handelsnävern skulle hanteras. Den skulle vara plan och tjock, vilket tyder på att dess främsta användning var taktäckning.
När nävern användes till takbeläggning krävdes större mängder, vilket ledde till nävertäkter. Eftersom björken har kort livslängd, särskilt efter att ha berövats sin näver, har nävertäkter kort livslängd som biologiskt kulturminne. De äldsta är i regel inte mer än femtio år gamla, medan däremot den tagna nävern kan ha bevarats i tusentals år. I Skandinavien är den bästa tiden för nävertagning från mitten av juni och några veckor framåt, när den lossnar särskilt lätt från björken. Tiden varierar beroende på klimatet, breddgraden och vilken art björken tillhör. Nävertak höll i åtminstone fyrtio år. Det skulle vara tre lager näver, som hölls på plats med rundvirke eller torv. För att få tillräckligt med näver till ett hus på femtio kvadratmeter behövdes näver från 60-70 grova björkar.
Timmerhus byggdes med nävertak ända fram till slutet av 1800-talet. Då mekaniserades träindustrin och spåntaken tog över.

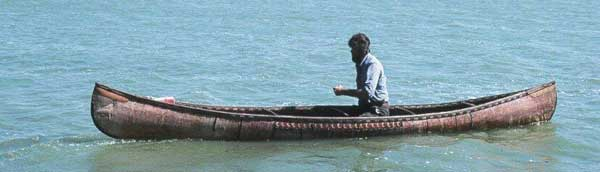
Näverkanot.

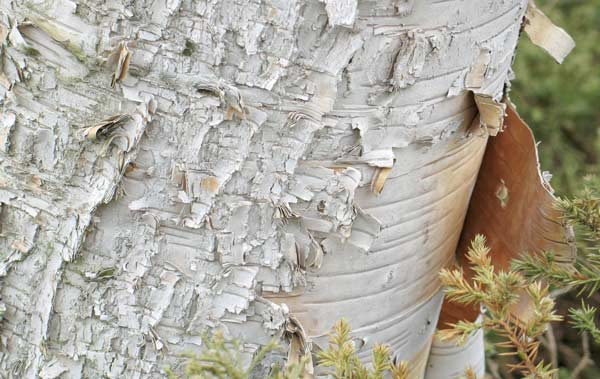
Närbild av pappersbjörkens näver.

### Näverkanoter
I norra Nordamerika tillverkade ursprungsbefolkningen kanoter som hade en lastförmåga på upp till tre ton. Kanoterna hade utvecklats under flera tusen år, även om inga förhistoriska fynd har gjorts. Fördelen med sådana fraktkanoter var uppenbar för besökande européer. En av Linnés lärjungar, professorn i ekonomi, Pehr Kalm, såg möjligheten att överföra tekniken till Finland, där sjösystemet var väglöst på 1700-talet och transporter med näverkanoter skulle kunna öka välståndet rejält. Uppdraget gick till en tidigare kollega, prästen, läkaren och nationalekonomen Anders Chydenius. 1753 författade Chydenius rapporten Americanska Näfwerbåtar, med en detaljerad beskrivning på hur sådana byggs. Grundprincipen är att ha en lätt stomme av tunna träribbor som bildar spant och som kläs med stora sjok av björknäver. Skarvarna sys med rötter och tätas med kåda. Beskrivningen blev en av de allra första europeiska beskrivningarna av den nordamerikanska tekniken för kanotbyggande. Tanken var att finnarna skulle ”sielfwa förfärdiga sig dessa mer än behändiga fartyg”.
Emellertid hade man missat en sak i grundförutsättningarna. Det skiljer mellan arterna av björk. I Kanada användes pappersbjörk Betula papyrifera för att erhålla de kvadratmeterstora flaken av näver, som medan de är färska är mycket elastiska och lätta att sy i. Den arten finns inte i Norden och de nordiska arterna vårtbjörk och glasbjörk har andra egenskaper, varför projektet föll.

#### Instruktion för bygge[27]
Ungefär så här går det till att bygga en kanadensare i näver.
1. Ett trettiotal pålar drivs ner i marken för att bilda ramen. Relingar och tvärträn av ceder surras ihop i ramen.
2. Pålarna dras upp. Björknäver rullas ut med den vita sidan upp. Relingsramen läggs ovanpå nävern och tyngs ner med stenar. Nävern har fram till dess förvarats i vatten för att hållas mjuk.
3. Nävern slitsas, viks upp och pålarna sätts tillbaka i sina hål.
4. Relingsramen lyfts till rätt höjd, pallas under med trästöd. Nävern sys fast vid relingen med kluvna granrötter. Slitsarna sys ihop. Om näversjoken inte räcker till, kompletteras med extrabitar som sys fast. Insidan av sömmarna tätas med kåda som värmts så den blivit mjuk.
5. En bit cederträ klyvs i 5-6 tunna skikt för att göras till stävstycke. Bitarna böjs i hett vatten till rätt form och lindas hårt med lindbark för att hålla formen.
6. Kanoten vänds upp och ner. Stävarna skärs till och sys ihop med stävstycket.
7. Klädselribbor görs i ordning. Dessa är 150–250 centimeter långa, 8–10 centimeter breda och 3 millimeter tjocka. De placeras löst inne i kanoten och kommer att hållas på plats av spanten.
8. Spanten tillverkas av ceder, 5–10 centimeter breda och ungefär 9 millimeter tjocka. I kokande vatten böjs de till rätt form och sätts på plats med början i ändskeppen. Spanten slås in under relingslisten så att nävern spänns ut och att skrovet blir styvt.
9. Ändskeppen fylls med mossa eller spån. Stävplattor pressas in mellan kanotens botten och relingen för att bilda en förstärkning för stävarna.
10. Slutligen tätas alla sömmar utifrån med kåda.

#### Näverkanoter i Nordeuropa
Emellertid kunde det finska projektet ha studerat näverkanoter på närmare håll. Det har nämligen visat sig att också skogssamerna tillverkat näverkanoter, vilket de förmodligen varit ensamma om i Nordeuropa. I Åsele lappmark har ett tjugotal fynd  av sydda båtar gjorts, i både trä och näver.

### Nävertjära[30]
Tjära tillverkad på björknäver är en kunskap som varit känd i tusentals år. Ismannen Ötzi hade pilspetsar som var fastlimmade med nävertjära. Också romarna använde sig av nävertjära i den nedkokade formen som kallas näverbeck. Arkeologerna har funnit reparerade lerkrukor som limmats ihop med en svart hartsliknande massa. Vid analys har arkeologerna hittat betulin, lupeol, lupenone, allobetul-2-en och andra pentacykliska triterpenoider, de ämnen som finns i näver eller nygjord nävertjära.
Björktjära omnämns av den romerske författare Plinius den äldre omkring år 70 e. Kr, då han berättar att gallerna tillverkar sådan.
Nävertjära tillverkas vanligen genom så kallad torrdestillering. Nävern läggs i en sluten behållare som har hål i botten. Lagd i elden tränger all fukt och vätska ut genom hålet i botten och samlas upp i ett annat kärl. Den uppsamlade vätskan kallas nävertjära.
När nävern är av särskilt bra kvalitet kan näverolja utvinnas. Denna har i århundraden använts som skyddsmedel för läder och som naturmedicin, framför allt i Ryssland, varför den också kommit att kallas ryssolja. Näverolja av särskilt fin kvalitet är helt genomskinlig.
Restprodukt vid tillverkning av nävertjära kallas kimrök.

#### Recept på näverolja
Receptet är ursprungligen publicerat 1746 av den tidigare nämnde Linnélärjungen Pehr Kalm och baseras på gammal björknäver.
1. ”Man tager gammal näver, ju äldre ju bättre …” och skär den i stycken.
2. Styckena sätts på kant i botten på en gryta, så tätt som möjligt, över hela grytbotten.
3. Grytan täcks med trälock, som ges ett hål i mitten, som oljan ska rinna ut igenom.
4. En grop grävs i jorden, där en uppsamlingsskål läggs.
5. Grytan stjälps så att locket hamnar nederst, med botten av grytan uppåt.
6. Öppningarna kring grytbädden tätas med lera och jord. Ingen luft får komma åt processen.
7. Därefter eldar man anrättningen i fem timmar eller mer, så att oljan tränger ut ur nävern och rinner ner i skålen.

Källa: Kalm 1960; ursprungligen publicerad 1746

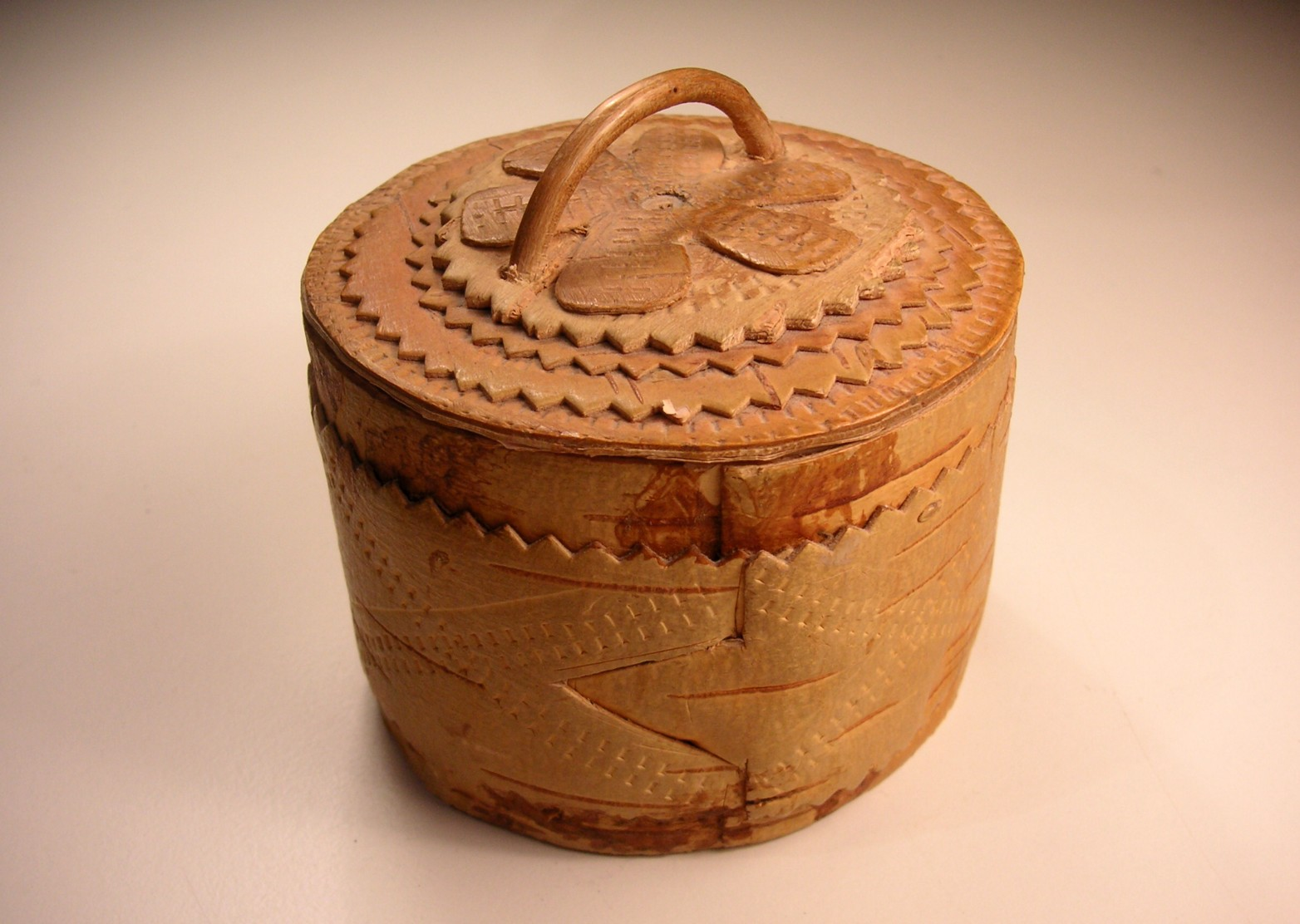
Svepask av björknäver.

### Näverslöjd
Näver till slöjd brukar tas från levande träd. Oförsiktigt avlägsnande av barken runt hela björken kan leda till att trädet dör. Bäst fungerar det att ta nävern när trädet savar som mest, kring midsommar. Då skadas inte björkens tillväxtlager, kambiet. Materialet har använts i större eller mindre utsträckning över hela Sverige, eftersom björken är allmän överallt.
Framförallt är det glasbjörkens näver som är användbar för slöjdändamål, eftersom den är slät även på äldre träd. Nävern skördas i stora flak eller i långa remsor, beroende på vad nävern ska användas till. För flätning tas nävren i remsor i spiral runt stammen. På det sättet får man ett material som blir nästan skarvfritt. För burkar och kärl är det bättre att ta nävren i stora sjok.
Näverslöjd som hantverk förekommer framför allt i Norden och Ryssland. I Sverige har näverslöjd förekommit i Västmanland och Värmland, men främst i Dalarna, Gästrikland, Hälsingland, Härjedalen och Jämtland och även bland nybyggare och samer i norra Norrland.

#### Tekniker
Det finns två grundläggande tekniker inom näverslöjd; endera skärs nävret till smala remsor som flätas samman eller så arbetar man med hela näverstycken i tekniker som påminner om svepteknik. Näver används också som dekormaterial, med tekniker som påminner om intarsia. Det är vanligt främst i Ryssland.

### Nya användningsområden
I näver inlagras korkämnet suberin, som gör att materialet motståndskraftigt mot bakterie- och svampangrepp. Suberin kan komma att tas tillvara vid massafabrikerna. Korkämnet innehåller reaktiva epoxygrupper som är en mycket bra råvara för skräddarsydda specialpolymerer. Björkens ytterbark består till 30 procent av suberin och har därmed ovanligt hög suberinhalt. Enbart i Sverige och Finland ger massaindustrin årligen 255 000 ton björkytterbark som biprodukt. 75 000 ton suberinsyror skulle kunna framställas ur denna till ett marknadsvärde av ungefär 7200 kr/ton. (2013)
I näverns korkskikt förekommer betulin, i form av triterpenen betulinol, en sorts terpentin som ger nävern dess vita färg. Ämnet är biologiskt aktivt och deltar i trädets skydd mot bakterier och svampar. I näver förekommer betulin med upp till 30 procent av den torra vikten. Betulinet tas tillvara som bas för pigmenttillverkning och för produkter inom kosmetikaindustrin, men även som antioxidant. Som pigment har betulin ett värde av ungefär 13500 kr/ton och som antioxidant 30000 kr/ton. (2013) Ämnet utvinns av företag i USA och Ryssland.
Forskning tyder dessutom på att betulin kan komma till användning som cancerhämmande läkemedel.

## Nävern och skrivkonsten[42]

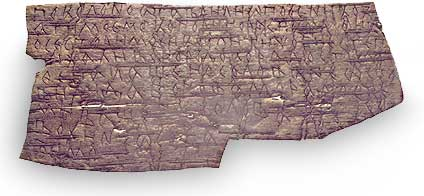
Näverdokument daterat till omkring 1340–1490 (Novgorod).

I nordliga länder användes nävern tidigt till böcker, som skyddande omslag men också som skrivmaterial där inte pergament, papyrus eller palmblad fanns att tillgå. Stora fynd av brev skrivna på näver, grámota, gjordes i Novgorod 1951 och daterades till 1400-talet. Fynden har följts av många fler runt om i Ryssland, Vitryssland och Ukraina. Elisabeth Löfstrand, hedersdoktor vid Novgorods universitet, har beskrivit dessa näverbrev som en ovärderlig källa till kunskap om det ryska språkets utveckling.
Det äldsta karelska språkminnesmärket är från 1200-talet och skrivet på björkbark. Det heter näverdokument 292 och är det äldsta kända dokumentet skrivet på ett språk inom den finsk-permiska språkfamiljen. Det hittades vid det fortsatta utgrävningarna i Novgorod (1957). Språket som används i dokumentet tros vara en ålderdomlig form av det språk som talades i Olonets-området i ryska Karelen, en dialekt av det karelska språket.

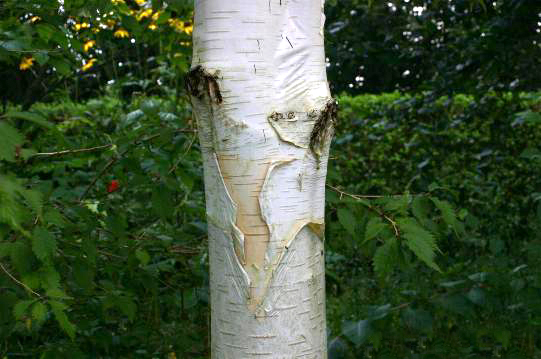
Stammen på en everestbjörk.

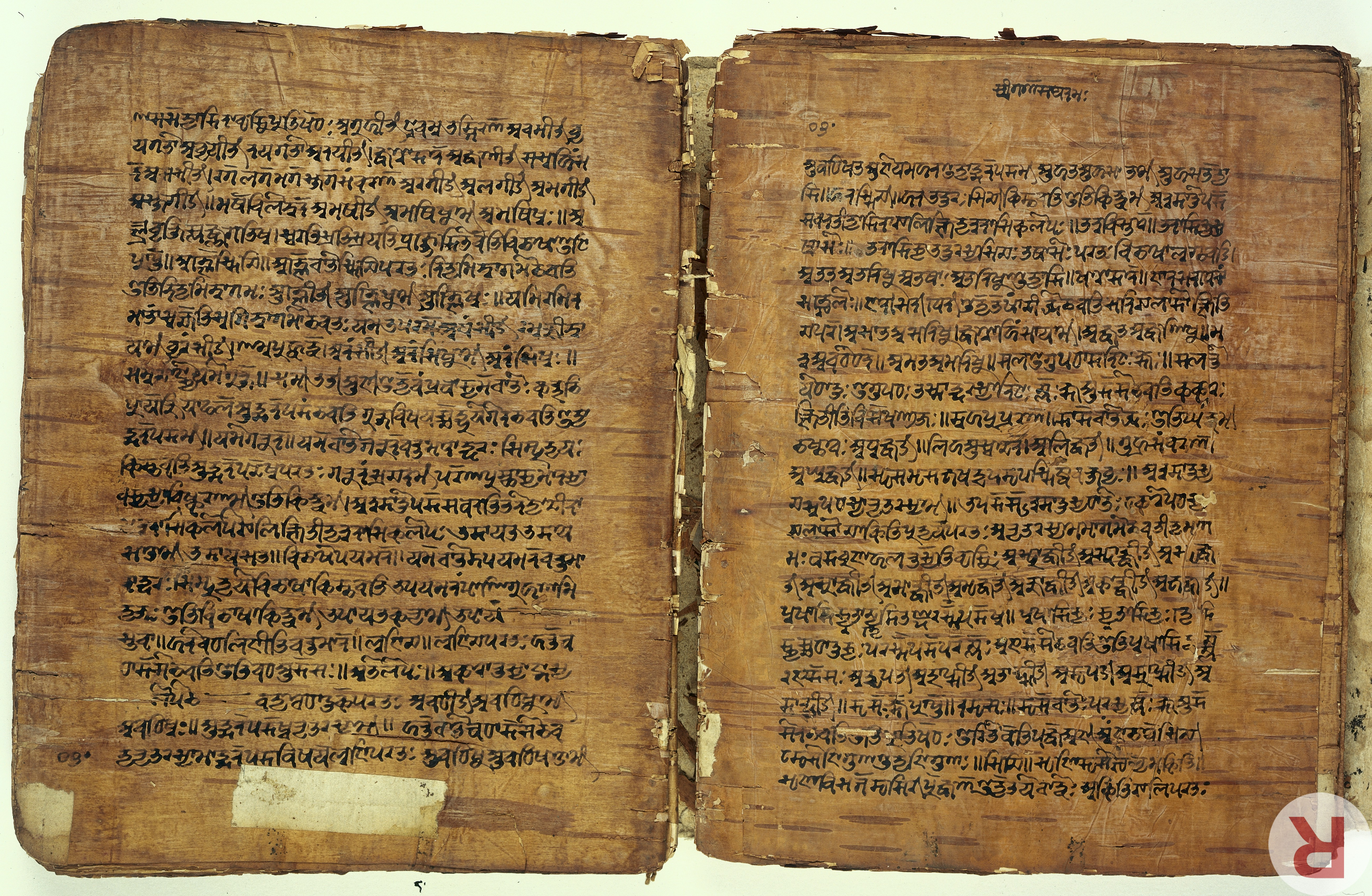
Näverdokument från Kashmir, en grammatikbok om sanskritgrammatik från 1663.

Indianfolken i Nordamerika skrev också på näver. Ojibwa-folket tillverkade wiigwaasabak, rullar av björknäver, för att nedteckna stammens historia och berättelser som skulle bevaras för kommande generationer. Det var frågan om komplexa geometriska mönster och former som skulle underlätta memorerandet. När dessa användes i magiska sammanhang kallades de mide-wiigwaas. Nordamerikanska näverdokument har daterats bakåt i tiden till åtminstone 1560. Hos de Nordamerikanska indianerna har nävern också kommit att användas inom konsten, för så kallade birch bark bitings, (Mazinibaganjigan på Ojibwa-indianernas språk). Namnet kommer av att ristningarna i nävern åstadkoms med tänder, vanligtvis kanintänder.
De äldsta bevarade nävermanuskripten är buddhistiska texter från första århundradet, som tros vara skrivna i Afghanistan av Dharmaguptaka-sekten. De innehåller bland annat Dhammapada och Noshörningshornsutran (Khargaviṣana-sutra) och är skrivna med svart bläck på näverrullarna, där skriften löper på båda sidorna av nävern.
Nävern från everestbjörk (Betula utilis) har i århundraden använts i Indien i stället för papper, särskilt i Kashmir-området. Användningen finns dokumenterad i text på 300- och 400-talet e. Kr. Nävern fortsatte att ha stor betydelse fram till 1500-talet när pappret introducerades av den indiske stormogulen Akbar den store.
Nävern från everestbjörken används än idag i Indien och Nepal för att skriva heliga mantran.

## Näver för att tända eld
Den tunna nävern tar relativt lätt eld, varför den även är ett ypperligt tände, startmaterial, när man ska tända eld. Förklaringen ligger i den porösa strukturen. Det finns gott om porer, där luftens syre kan tränga in och underhålla elden.
Nävern går bra att tända även när den är blöt och nytagen. När den torkar blir den vattentät. Murknar gör den aldrig. Den är ett bra regnskydd för ryggsäcken. Att den blir genomdränkt av störtregn försämrar inte nämnvärt dess förmåga att tändas och väcka liv i brasan.
Däremot kan näver inte användas för att tända brasan från glöd. Då svartnar och drar nävern ihop sig, men utan att fatta eld. Den behöver en öppen låga, för att börja brinna.
Rå näver direkt från nyfälld björk går också utmärkt att tända eld med, men ryker kraftigt med svart rök.
Samerna har ett begrepp, beassena’rvi, för den tunna näverhinnan som växer närmast mot innerbarken på björken. När näversjok tas från en björk är beassena’rvi på näverns insida. Den har inte riktigt samma färg som den tjocka nävern utan är gulare. Den ytterst tunna nävern får torka och liknar sedan garvat skinn. Den är tunn som silke men seg och stark. Den liknar en duk, som man kan bära med sig och som är det bästa naturliga material man kan göra eld med.
Den riktigt tunna nävern brinner som papper och alstrar inte tillräckligt med värme för att elden ska ta sig. Den tjocka nävern går nästan inte att tända. Bäst är därför en lagom tjock näver. Ibland kan den tjocka nävern delas i tunnare bitar, men det beror på hur björken vuxit till.

## Etymologi
Numera har näver kommit att bli synonymt med björknäver. En betydelseglidning har skett. Länge talade man nämligen om näver också beträffande asp, bok och sälg. Den gula nävern, nävern från lunden och nävern för tjuvjägaren. Näver hade betydelsen ”tunn bark” och beskrev därför barken på många träd. Även om granen har benämningen näver förekommit.
Ordet bark verkar vara rotbesläktat med barr, i betydelsen något skrovligt. Jämför lågtyskans bork, skrovlighet, hårt skal. Näver kan möjligen härledas tillbaka till sanskrit nábhale, med betydelsen ”brister”. Alla slags bark brister, men inte all bark är ett hårt och skrovligt skal.
1639 skrev Comenius Schroderus ”Vthan på (stammen) är Barcken, innan til är Näffren”. Det är ännu ett sätt att särskilja nävern från barken, att det är det tunna innanskiktet hos barken. Det skikt som används för att skriva på.
Den som roar sig med att översätta ordet näver får ytterligare infallsvinklar. Näver översätts till engelska med ”birch bark”, ’björkbark’. I tyskan kallas trädbark i allmänhet ”Rinde” men nävern ”Birkenrinde”. Samma sak är det i franskan, italienskan och isländskan: ”écorce” och ”écorce de bouleau”, ”corteccia” och ”corteccia di betulla” respektive ”gelta” och ”birki gelta”. Idén verkar ha lånats från latinet, ”cortice” och ”betula cortice”, i de länder som inte särskilt brukat näver.